# Ove Hassler (medicinare)
Ove Ragnvald Leo Hassler, född 25 juni 1932 i Motala, Östergötlands län, död 8 mars 2025 i Nacka distrikt, Stockholms län, var en svensk läkare och medicinsk forskare. Han var son till teologen Ove Hassler.
Hassler avlade medicine licentiatexamen 1956 och promoverades till medicine doktor vid Uppsala universitet 1961. Han blev professor i patologi, särskilt neuropatologi vid Umeå universitet 1969. Hassler publicerade skrifter om hjärnans kärlsjukdomar.